# Pablo Sbaraglia
Pablo Sbaraglia (Madrid, España, 26 de junio de 1969) es un músico, compositor y productor discográfico argentino nacido en España, hermano del actor Leonardo Sbaraglia.
Fue integrante de Man Ray y fue fundador de bandas como Los Celestes y Los Romeos (con Sergio Nacif Cabrera) y también integró la banda de acompañamiento de Andy Chango y Lorena Mayol. Como guitarrista y tecladista, acompaña al Indio Solari en Los fundamentalistas del aire acondicionado desde 2004. Ha lanzado, como solista, tres trabajos; En 2004 La Historia más Simple del Mundo, en septiembre de 2008 El club de la moneda de plata y en 2013 El increíble magnetismo del Gran Hotel Glamour Shuffle.
Desde 2012, es el guitarrista de la banda del ex Suéter, Jorge Minissale, participando en el primer álbum en solitario de este, titulado Justo y necesario.

## Discografía
- La historia más simple del mundo (2004)
- El club de la moneda de plata (2008)
- El increíble magnetismo del Gran Hotel Glamour Shuffle (2013)